# سنت گالن (ولکره)
سنت گالن یکی از بخشهای  ایالت سنت گالن  در کشور سوئیس است.